# Proscelotes eggeli
Proscelotes eggeli — вид сцинкоподібних ящірок родини сцинкових (Scincidae). Ендемік Танзанії.

## Поширення і екологія
Proscelotes eggeli мешкають в горах Усамбара на північному сході Танзанії. Вони живуть у вологих гірських тропічних лісах, серед ґрунту, опалого листя і гнилих повалених дерев. Ведуть денний спосіб життя, відкладають яйця.

## Збереження
МСОП класифікує стан збереження цього виду як близький до загрозливого. Proscelotes eggeli може загрожувати знищення природного середовища.